# Yann Karamoh
Yann Dorgelès Isaac Karamoh (Abidjan, 8 luglio 1998) è un calciatore ivoriano naturalizzato francese, attaccante svincolato.

## Biografia
Originario della Costa d'Avorio, si è trasferito in Francia con la famiglia quando aveva due anni. In seguito, ha ottenuto la naturalizzazione dello Stato transalpino.

## Caratteristiche tecniche
Destro naturale, è impiegato prevalentemente come esterno offensivo su ambedue le fasce, pur prediligendo la fascia sinistra, distinguendosi per la velocità e l'abilità nel dribbling. Dispone inoltre di buone capacità tecniche.
Ha dichiarato di avere Neymar come modello di riferimento.

## Carriera

### Club

#### Gli esordi in Francia
Messosi in mostra sui campetti di periferia, attira l'attenzione del Racing Club de France che lo tessera. Nel 2014 firma un contratto con il Caen B, disputandovi 28 partite e segnando 11 gol in due stagioni. Viene quindi aggregato alla prima squadra, esordendo in Ligue 1 il 13 agosto 2016 nella vittoria (per 3-2) contro il Lorient. Al Caen diventa subito titolare e il 21 settembre realizza la prima rete, nella partita persa sul campo dell'Angers (2-1). Conclude il torneo con 35 presenze e 5 gol, contribuendo alla salvezza della squadra normanna.

#### Inter e prestito al Bordeaux
Nell'agosto 2017 viene acquistato dall'Inter per 6 milioni di euro. Debutta in Serie A il 24 settembre, nella vittoria contro il Genoa (1-0). L'11 febbraio 2018, alla prima presenza da titolare, realizza il gol decisivo per il successo contro il Bologna (2-1).
Dopo una sola stagione in Italia, fa ritorno in Francia trasferendosi al Bordeaux in prestito.

#### Parma e prestito al Fatih Karagümrük
Il 17 luglio 2019, dopo essere rientrato all'Inter, passa in prestito con obbligo di riscatto al Parma. Esordisce con i ducali il 17 agosto, nel terzo turno di Coppa Italia contro il Venezia (3-1), rilevando Gervinho ad un quarto d'ora dal termine. In campionato viene utilizzato poco dall'allenatore D'Aversa che preferisce schierare come ala destra il più costante Kulusevski, capace di coprire l'intera fascia. Il 26 ottobre segna il primo gol con gli emiliani proprio contro l'Inter (2-2) allo stadio Meazza, fornendo inoltre l'assist al compagno di squadra Gervinho per il gol dell'1-2.
Dopo il primo anno passato in prestito dall'Inter, il Parma riscatta dalla società neroazzurra l'attaccante francese che quindi passa in modo definitivo in maglia ducale. L'accordo prevede che l'Inter riceva il 50% sulla futura rivendita da parte del Parma. La sua seconda stagione al Parma si conclude con ventiquattro match giocati e due gol, con la formazione ducale che retrocede in Serie B.
Il 6 settembre 2021, non rientrando nei piani societari, viene ceduto con la formula del prestito con diritto di riscatto alla formazione turca del Fatih Karagümrük.

#### Torino
Il 1º settembre 2022 passa al Torino a titolo definitivo firmando un contratto annuale con opzione per altri due, decidendo di indossare la maglia numero 7 lasciata libera da Zaza. Esordisce con i granata il 1º ottobre successivo nella partita in casa del Napoli, subentrando nel finale a Wilfried Singo. Il 1º febbraio 2023 nella sfida dei quarti di finale di Coppa Italia segna la sua prima rete con i granata, nella sconfitta per 2-1 in casa della Fiorentina. Quattro giorni dopo segna anche il suo primo gol in campionato, decisivo per il successo casalingo contro l'Udinese.
A fine stagione rinnova il proprio contratto con i granata sino al 2025. Lascia il Torino al termine della stagione 2024-2025, alla scadenza naturale del proprio contratto, dopo aver collezionato in tutto 65 presenze, cinque reti e due assist in maglia granata.

#### Montpellier
Messo ai margini della rosa ad inizio inverno, viene ceduto sul gong del mercato di gennaio, in prestito con diritto di riscatto fino al termine della stagione, al Montpellier, formazione militante nel massimo campionato francese. Sceglie la divisa numero 23.

### Nazionale
Ha giocato con varie rappresentative giovanili, dall'Under-16 all'Under-19 francese, prima di venire convocato dall'Under-21.

## Statistiche

### Presenze e reti nei club
Statistiche aggiornate al 24 maggio 2025.
| Stagione        | Squadra          | Campionato      | Campionato | Campionato | Coppe nazionali | Coppe nazionali | Coppe nazionali | Coppe continentali | Coppe continentali | Coppe continentali | Altre coppe | Altre coppe | Altre coppe | Totale | Totale |
| Stagione        | Squadra          | Comp            | Pres       | Reti       | Comp            | Pres            | Reti            | Comp               | Pres               | Reti               | Comp        | Pres        | Reti        | Pres   | Reti   |
| --------------- | ---------------- | --------------- | ---------- | ---------- | --------------- | --------------- | --------------- | ------------------ | ------------------ | ------------------ | ----------- | ----------- | ----------- | ------ | ------ |
| 2015-2016       | Caen 2           | CFA             | 28         | 11         | -               | -               | -               | -                  | -                  | -                  | -           | -           | -           | 28     | 11     |
| 2016-2017       | Caen             | L1              | 35         | 5          | CF+CdL          | 1+0             | 0               | -                  | -                  | -                  | -           | -           | -           | 36     | 5      |
| 2017-2018       | Inter            | A               | 16         | 1          | CI              | 1               | 0               | -                  | -                  | -                  | -           | -           | -           | 17     | 1      |
| ago. 2018       | Inter            | A               | 1          | 0          | CI              | -               | -               | UCL                | -                  | -                  | -           | -           | -           | 1      | 0      |
| Totale Inter    | Totale Inter     | Totale Inter    | 17         | 1          |                 | 1               | 0               |                    | -                  | -                  |             | -           | -           | 18     | 1      |
| 2018-2019       | Bordeaux         | L1              | 22         | 3          | CF+CdL          | 1+3             | 0               | UEL                | 6                  | 0                  | -           | -           | -           | 32     | 3      |
| 2019-2020       | Parma            | A               | 14         | 1          | CI              | 1               | 0               | -                  | -                  | -                  | -           | -           | -           | 15     | 1      |
| 2020-2021       | Parma            | A               | 24         | 2          | CI              | 2               | 2               | -                  | -                  | -                  | -           | -           | -           | 26     | 4      |
| Totale Parma    | Totale Parma     | Totale Parma    | 38         | 3          |                 | 3               | 2               |                    | -                  | -                  |             | -           | -           | 42     | 5      |
| 2021-2022       | Fatih Karagümrük | SL              | 32         | 4          | CT              | 3               | 0               | -                  | -                  | -                  | -           | -           | -           | 35     | 4      |
| 2022-2023       | Torino           | A               | 21         | 4          | CI              | 2               | 1               | -                  | -                  | -                  | -           | -           | -           | 23     | 5      |
| 2023-feb. 2024  | Torino           | A               | 10         | 0          | CI              | 1               | 0               | -                  | -                  | -                  | -           | -           | -           | 11     | 0      |
| feb.-giu. 2024  | Montpellier      | L1              | 12         | 1          | CF              | 1               | 0               | -                  | -                  | -                  | -           | -           | -           | 13     | 1      |
| 2024-2025       | Torino           | A               | 29         | 0          | CI              | 2               | 0               | -                  | -                  | -                  | -           | -           | -           | 31     | 0      |
| Totale Torino   | Totale Torino    | Totale Torino   | 60         | 4          |                 | 5               | 1               |                    | -                  | -                  |             | -           | -           | 65     | 5      |
| Totale carriera | Totale carriera  | Totale carriera | 245        | 32         |                 | 18              | 3               |                    | 6                  | 0                  |             | -           | -           | 268    | 35     |